# Заплавский сельский совет
Заплавский сельский совет (укр. Заплавська сільська рада) — входит в состав Магдалиновского района Днепропетровской области Украины.
Административный центр сельского совета находится в с. Заплавка.

## Населённые пункты совета
- с. Заплавка
- с. Краснополье
- с. Кременевка
- с. Миновка